# مطر كولي
مطر كولي (بالفرنسية: Matar Coly)‏ هو لاعب كرة قدم سنغالي في مركز الهجوم، ولد في 10 نوفمبر 1984 في تيفوان في السنغال. لعب مع نادي الوحدة ونادي بيل-بيين ونادي لانس ونادي لوزان ونادي نوشاتل زاماكس ويانغ بويز.

## وصلات خارجية
- مطر كولي على موقع قاعدة بيانات كرة القدم.إي يو (الإنجليزية)
- مطر كولي على موقع عالم كرة القدم.نت (الإنجليزية)